# Ella Maillart - Double Journey
Pour plus de détails, voir Fiche technique et Distribution.
Ella Maillart - Double Journey est un film documentaire suisse réalisé par Mariann Lewinsky et Antonio Bigini, sorti en 2015.

## Synopsis
Le film raconte le voyage en Afghanistan et aux Indes fait par l'écrivaine suisse Ella Maillart, accompagnée par Annemarie Schwarzenbach, en 1939-1940, à travers ses carnets, ses photographies et ses films en 16mm. Irène Jacob a prêté sa voix à Ella Maillart.
En compétition internationale à Visions du réel 2015.

## Fiche technique
- Titre original : Ella Maillart - Double Journey
- Réalisation : Mariann Lewinsky et Antonio Bigini
- Son : Diego Schiavo
- Montage : Antonio Bigini
- Pays d’origine :  Suisse
- Langue originale : français
- Format : couleur, noir et blanc
- Genre : documentaire
- Durée : 40 minutes